# En by så blød som en krop
En by så blød som en krop er en dansk dokumentarfilm fra 1977, der er instrueret af Finn Vadmand efter manuskript af Henrik Hansen og Poul-Erik Sørensen.

## Handling
Københavns byplanlægning styres stadig af bank-og byggekapitalens behov. Billedsiden er Nørrebro og Vesterbro, og med eksempler herfra vises totalsaneringer og nybyggeriet som erstatning. Nogle gange lykkes beboernes protester (Byggeren, Den sorte firkant) og andre gange ikke (Revalsgade, Vesterbro). Filmen kan ses som et politisk manifest mod kapitalen og magthavernes boligpolitik.